# Enargia flavata
Enargia flavata är en fjärilsart som beskrevs av Alfred Ernest Wileman och Reginald James West 1930.
Enargia flavata ingår i släktet Enargia och familjen nattflyn. Inga underarter finns listade i Catalogue of Life.